# 合成纖維
合成纖維（英語：Synthetic fiber）是科学家广泛研究改进天然存在的动物和植物纤维的结果。通常，合成纤维通过将纤维形成材料通过喷丝板挤出到空气和水中，形成一条线而产生。在开发合成纤维之前，人造纤维是被从石化产品获得的聚合物制成。这些纤维被称为合成或人造纤维。一部分纤维是由植物来源的纤维素制造。常見成品有尼龍、奧綸等。

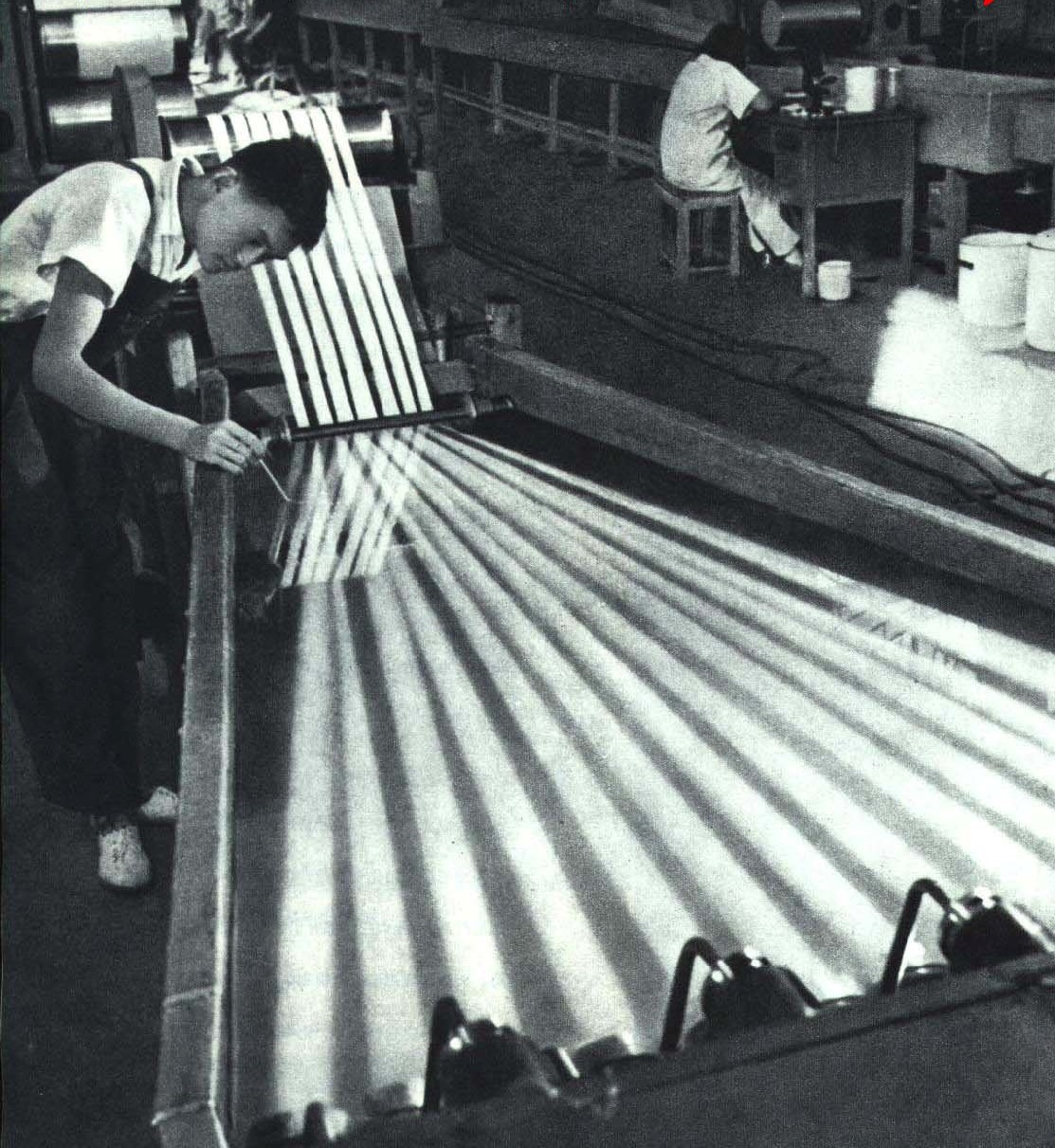
三五計畫期間上海的合成纖維廠

## 常见的合成纤维
常见的合成纤维包括：
- 尼龙（1931年）：最早被利用的一種合成纤维，又稱耐綸，屬於鏈狀聚合物，比天然纖維不易著火，強韌有彈性。可製成降落傘、魚網、釣魚線、衣料、絲襪及牙刷的刷毛等。
- 维尼纶（1939年）
- 变性聚丙烯腈（英语：Modacrylic）（1949年）
- 烯烃（1949年）
- 丙烯酸（1950年）
- 聚酯（1953年）
- 氨綸（1958年）：常用於體育服飾、泳衣和緊身衣物。
- 奧綸
- 達克綸
- 腈綸

## 优点
- 合成纤维比大多数天然纤维更耐用，并且容易结合不同的染料。此外，许多合成纤维提供了消费者友好的功能，例如拉伸，防水和防污性。阳光，水分和来自人体皮肤的油会导致所有纤维分解和磨损。天然纤维倾向于比合成混和纤维更敏感。这主要是因为天然产品是可生物降解的。天然纤维易受昆虫幼虫侵染; 合成纤维不會被昆蟲破壞，因為合成纤维不是好的營養來源。
- 与天然纤维相比，许多合成纤维更耐水和耐污染。有些甚至特别增强以抵抗水或污渍的损坏。一些织物也被设计成以特定方式拉伸，这使得它们更舒适地被穿着。
- 合成纖維抵抗化學藥品的腐蝕能力比天然纖維好。
- 合成纖維易洗快乾，但吸水性較天然纖維差。
- 大多數的合成纖維燃燒後，其纖維末端會結成球狀。

## 缺点
大多数合成纤维的缺点与它们的低熔融温度有关：
- 容易被熱力損壞。相对容易融化。
- 易受热洗损坏。
- 与天然纤维相比，通过摩擦产生更多的静电荷
- 所以长期穿着會導致不適感。
- 使一些人过敏。
- 与天然纤维相比，不可自然分解。
- 清洗時會釋出塑膠微粒。

## 商业生产

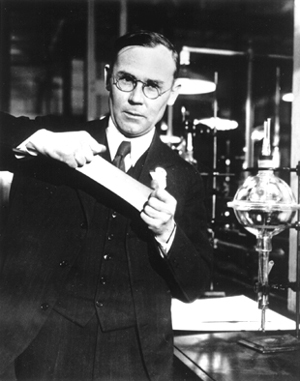
尼龙首先由杜邦化学公司的华莱士·卡罗瑟斯合成。

第一种合成纤维尼龙是在1930年代由华莱士·卡罗瑟斯开发，当时他是杜邦化学公司的一名美国研究员。它很快在美国出现，作为丝绸的替代品，刚好在第二次世界大战期间引入配给。它作为女性丝袜材料的新颖用途掩盖了更多的实际用途，如用降落伞和其他军用用途的替代品，例如绳子。
2014年世界合成纤维产量为5520万吨。